# Чеченські добровольці на боці України
Чеченські добровольці на боці України — учасники збройних добровольчих чеченських та інших формувань, що воюють на боці України в російсько-українській війні. Формування воюють на боці України з початку війни в 2014 році. Чеченські сили позиціонують себе як Збройні сили Чеченської Республіки Ічкерія.

## Історія

### Війна на сході України
У 2014 році з'явилися перші повідомлення про чеченських добровольців, які приєдналися до України, щоб воювати на Донбасі. Чеченці з різних європейських країн і Туреччини приїхали в Україну, щоб підтримати країну, сформувавши два батальйони, названі на честь національних героїв Чечні. Один з батальйонів назвали на честь Джохара Дудаєва, першого президента Чеченської Республіки Ічкерія. Другий — на честь Шейха Мансура, чеченського воєначальника XVIII століття та ісламського лідера, який чинив опір російській імперіалістичній експансії на Кавказ. Ці батальйони очолювали Муслім Чеберлоєвський (Умхан Автаєв) та Іса Мунаєв, які брали участь в обох російсько-чеченських війнах.
Іса Мунаєв загинув у бою 31 січня 2015 року від вибуху снаряда в битві за Дебальцеве. Після його загибелі командиром батальйону став Адам Осмаєв, якого звинувачували в замаху на президента Росії Володимира Путіна.

### Повномасштабне вторгнення Росії в Україну
На тлі повномасштабного вторгнення Росії в Україну 24 лютого 2022 року в Брюсселі відбувся конгрес чеченської діаспори в Європі на підтримку України, організований Державним комітетом з деокупації Чеченської Республіки Ічкерія на чолі з Ахмедом Закаєвим, який також очолює уряд Чеченської Республіки Ічкерія у вигнанні. У з'їзді взяли участь лідери чеченських громадсько-політичних організацій, активісти ЗМІ, колишні командири Збройних сил Чеченської Республіки Ічкерія, ветерани війни та інші особи. Ухвалили сформувати додаткові чеченські бойові підрозділи для надання військової підтримки Україні у відбитті російської агресії на додаток до двох чеченських батальйонів, які вже діяли на Донбасі з 2014 року.
26 лютого 2022 року Ахмед Закаєв заявив, що велика частина з близько 300 000 чеченців, які проживають у Європі, висловили бажання й готовність воювати за Україну. Він також зазначив, що серед охочих поїхати в Україну багато тих, хто має багаторічний досвід боротьби з російськими військами в Чечні. Кілька чеченських політиків і прихильників ЧРІ, які проживають за кордоном, зокрема Джамбулат Сулейманов, Муса Ломаєв, Анзор Масхадов, Хусейн Исханов, Хасан Халітов, Ах'яд Ідігов, Муса Таіпов і Мансур Садулаєв, також підтримали Україну і брали участь у висвітленні конфлікту в ЗМІ. У травні 2022 року Масхадов і Сулейманов відвідали Україну з дипломатичною місією і провели зустрічі з українськими політиками, журналістами та чеченськими добровольцями з батальйону імені Шейха Мансура.
У середині травня 2022 року Закаєв побував у Києві з робочим візитом. Він зустрівся з високопоставленими українськими чиновниками в офісі президента України, де обговорювалися питання чечено-українських відносин, а також порушувалося питання про участь чеченців в обороні України. За підсумками візиту було оголошено про призначення нового консула Ічкерії в Україні — ним став Юрій Шуліпа. У спільному ефірі з Марком Фейгіним Закаєв заявив, що очолювана ним чеченська делегація прибула в Україну «з метою створення чеченської бригади у складі інтернаціонального легіону України для відбиття російського вторгнення в Україну та подальшої деокупації Чеченської Республіки Ічкерія».
Слідом за цим, наприкінці липня 2022 року указом Закаєва у складі Інтернаціонального легіону територіальної оборони України сформовано Окремий батальйон особливого призначення (ОБОН) Збройних сил Чеченської Республіки Ічкерія, що став четвертим чеченським підрозділом на боці України. Зі слів Закаєва, батальйон особливого призначення може вирости до бригади, щойно він виросте чисельно. Відразу після оголошення про створення батальйону його бійці почали проходити вогневу підготовку на полігонах Збройних сил України. На початку серпня 2022 року на YouTube-каналі Закаєва було опубліковано відеоролик під заголовком «На полігоні ОБОН ЗС ЧРІ». Слідом з'явився ще один ролик, де кілька людей із закритими обличчями, які перебувають в одному з частково зруйнованих будинків, ведуть вогонь по ворожих силах. Стверджувалося, що це бійці ОБОН, які перебувають на Донецькому напрямку. Закаєв неодноразово заявляв в інтерв'ю українським журналістам, що створення цієї бойової частини є одним з етапів у роботі з реконструкції та відродження Збройних сил Чеченської Республіки Ічкерія. У зв'язку з цим він багаторазово звертався до вищого керівництва України з проханням визнати Ічкерію державою, окупованою Росією.
Пізніше, 10 жовтня 2022 року, в Україну приїхав один із найвідоміших лідерів чеченського збройного опору Рустам Ажиєв, більш відомий як Абдулхакім Шишані, який був активним учасником Другої російсько-чеченської війни з 2000 по 2009 рік. З 2007 року він був командувачем Центрального фронту ЗС Ічкерії. У 2013—2020 роках Ажиєв воював у Сирії на боці сунітської опозиції, очолюючи загін «Аджнад аль-Кавказ», що складався переважно із загартованих у боях чеченських бійців. Прибувши в Україну, на чолі своєї групи він приєднався до Окремого батальйону особливого призначення, створеного Ахмедом Закаєвим при Міністерстві оборони Чеченської Республіки Ічкерія. Через кілька днів після цього, 15 жовтня 2022 року Закаєв призначив його заступником виконувача обов'язків Верховного Головнокомандувача Збройних сил Чеченської Республіки Ічкерія і присвоїв військове звання полковника. Цим самим, Ажиєв очолив загальне командування армією Чеченської Республіки Ічкерія в Україні.

### Переслідування з боку України та Росії
У червні 2016 року Тимур Тумгоєв, етнічний інгуш, громадянин Росії, ветеран війни на Донбасі та член батальйону імені Шейха Мансура, був затриманий державною прикордонню службою України в аеропорту Харкова, куди він прибув з Туреччини. Раніше Тумгоєв звертався до Державної міграційної служби України із заявою про надання йому статусу біженця або шукача притулку, через загрози його життю та здоров'ю у Росії, пов'язані з релігійною приналежністю. Однак, він отримав відмову, незважаючи на зібрану інформацію щодо численних випадків порушень прав людини на Північному Кавказі, включаючи викрадення людей, вбивства, катування та незаконне позбавлення волі людей, які належать до опозиційних політичних рухів та сповідують іслам.
Сам Тумгоєв заявив, що втік з РФ до Туреччини через тортури, яких він зазнав від співробітників центру «Э» МВС РФ. Чоловік стверджував, що під тортурами росіяни змушували його стати інформатором у лавах салафітського підпілля.
У 2016 році Європейський суд із прав людини відмовив захисту Тимура Тумгоєва в зупинці екстрадиції та визнав її такою, що може бути здійснена без небезпеки для його життя та здоров'я. Проте у 2017 році Комітет ООН з прав людини вимагав від уряду України призупинити екстрадицію на період розгляду його скарги щодо порушення Статті 7 Міжнародного пакту про громадянські та політичні права, яка закріплює право не бути підданим катуванням та жорстокому поводженню. Однак Україна видала Росії кавказького добровольця попри заборону Комітету ООН з прав людини.
В червні 2019 року суд у Ростові засудив Тимура Тумгоєва до 18 років в'язниці за обвинуваченням в участі у бойових діях в Сирії на боці бойовиків.
На початку червня 2017 року в Києві було здійснено замах на командира батальйону імені Джохара Дудаєва — Адама Осмаєва. Тоді його врятувала дружина Аміна Окуєва, яка разом із чоловіком служила у добровольчому підрозділі. За словами Осмаєва, нападник увійшов у довіру «під виглядом іноземного журналіста». Нібито хотів взяти інтерв'ю, наблизився до подружжя і відкрив вогонь з пістолета, поранивши Адама. У відповідь Окуєва відкрила вогонь і поранила нападника, яким виявився громадянин Росії Артур Денірсултанов, при якому був паспорт на ім'я громадянина України Олександра Дакара.
В жовтні того ж року на Осмаєва було здійснено другий напад. По автомобілю, в якому їхав доброволець з дружиною, невідомі з вогнепальної зброї випустили декілька автоматних черг. Осмаєва поранили, а його дружина Аміна Окуєва, яка була разом з ним в машині, загинула. У 2021 році прокуратура Київської області направила до суду звинувачувальний акт в кримінальному провадженні проти організатора і шести учасників злочинної організації, що займалися здійсненням замовних вбивств, зокрема убивства Окуєвої.
8 вересня 2017 року близько 18:00 на вулиці Павла Скоропадського в центрі Києва вибуховим пристроєм була підірвана легкова машина, в якій знаходився Тимур Махаурі — громадянин Грузії, що воював в АТО у складі чеченського батальйону імені Шейха Мансура. Повідомлялося також, що Махаурі — особистий ворог Рамзана Кадирова і що в минулому на території Грузії було вже дві спроби підірвати його автомобіль. Махаурі в різний час затримувався турецькою владою за підозрою у вбивстві п'яти чеченців, що ховалися в цій країні від російського правосуддя, а також в Україні «за незаконне носіння зброї». Поліція знайшла в Махаурі пістолет Стєчкіна, який, за інформацією МВС, був викрадений у зоні бойових дій на Донбасі, а також незареєстрований австрійський Glock.
Водночас стверджувалося, що Махаурі брав участь у російсько-грузинській війні 2008 року на боці Грузії, а його самого переслідували російські спецслужби. До «російського сліду» схиляються й товариші зі служби Махаурі, оскільки той «занадто багато інформації знав про російські спецслужби, про те, що вони коїли». У 2009 році на нього був скоєний ще один замах, бомба була закладена в його власній квартирі, але тоді він залишився живий.
В кінці травня 2021 року уряд України запровадив санкції проти декотрих бійців батальйона імені Шейха Мансура, зокрема Мусліма Чеберлоєвського. Санкції передбачають позбавлення прав на інвестиції в Україні, на банківські операції, на участь у приватизації державної власності та низку інших обмежень. На початку червня кілька десятків народних депутатів під час засідання Верховної Ради виступили із заявою у якій закликали Раду національної безпеки і оборони зняти санкції з добровольців.
На захист чеченських добровольців також встала Калуська спілка учасників АТО-ООС. Спілка підготувала офіційне звернення до президента України з головною вимогою — переглянути підстави застосування персональних економічних санкцій щодо бійців батальйону імені Шейха Мансура.
15 червня в Одесі учасники бойових дій і представники добровольчих підрозділів виступили на підтримку бійців з добровольчого батальйону Шейха Мансура. Із заявами виступили представники батальйону «Аратта» Української добровольчої армії, полку національної гвардії «Азов», батальйону Шейха Мансура і представник Одеської області в Раді ветеранів України Олександр Голопотелюк.
В Росії голова Чеченської Республіки Рамзан Кадиров неодноразово обіцяв винагороду за голови бійців добровольчих чеченських формувань, що воюють на боці України. В серпні 2022 року Кадиров оголосив кровну помсту прихильникам Чеченської Республіки Ічкерія, які беруть участь у війні на боці України. Він також звернувся до держав, які приймають у себе прихильників республіки, і закликав видавати їх Чечні в разі, якщо вбивства в рамках кровної помсти ці країни вважатимуть злочином.

## Військові підрозділи
Збройні формування на боці України, до складу яких входять вихідці з Чечні та члени чеченської діаспори за кордоном:
- Окремий батальйон особливого призначення (ОБОП) ЗС ЧРІ.
- Батальйон імені Шейха Мансура[51].
- Батальйон імені Джохара Дудаєва[52].
- Батальйон імені Хамзата Гелаєва[53].
- Група спеціальних операцій («SOG», Special Operation Group) — група чеченських добровольців з великим бойовим досвідом. Секретний підрозділ у складі Збройних сил України[54].
- Штурмовий батальйон «Шалена зграя»[2][55].
- Добровольчий батальйон «Крим»[2].
- Мусульманський корпус «Кавказ».

## Чисельність добровольців
Муса Ломаєв, колишній представник уряду ЧРІ у Фінляндії, заявив, що чимало чеченців брали участь у Другій російсько-чеченській війні та громадянській війні в Сирії, а також, що чеченські емігранти, які проживають за межами Чечні, й далі прибувають в Україну як добровольці. Він вважає, що їхня кількість скоро досягне тисяч і десятків тисяч бійців.
Крім ОБОН ЗС ЧРІ, батальйону імені Гелаєва, групи спеціальних операцій, а також двох батальйонів, що воюють на боці України з 2014 року, є ще низка воєнізованих формувань, в яких перебувають уродженці Чеченської Республіки, багато хто з них має за спиною величезний військовий досвід, зокрема й в Україні. Крім того, багато чеченців проходять службу в інших частинах української армії.
За різними даними, станом на червень 2022 року на боці України воювали до 500 чеченських добровольців. Анзор Масхадов, голова організації «Міжнародний рух за визволення Чечні», повідомив пізніше того ж місяця, що ще одна група зі 100 чеченських добровольців нещодавно виїхала з Європи до України.
З того часу кількість добровольців зросла до тисячі осіб станом на серпень 2022 року і до двох тисяч осіб станом на листопад 2022 року.

### Члени сімей відомих командирів ЧРІ
1 липня 2022 року на своєму офіційному YouTube-каналі Ахмед Закаєв розмістив відеоролик, на якому один із керівників Окремого батальйону особливого призначення ЗС ЧРІ у складі Інтернаціонального легіону України Хусейн Джамбетов на псевдо «Бандера» повідомляє про «поповнення армії Чеченської Республіки Ічкерія в Україні» сином одного з найвідоміших військових командирів Ічкерії Арбі Бараєва, Фатхі Бараєвим.
У 2022 році стало відомо, що до чеченських добровольців в Україні приєднався брат убитого наприкінці 2006 року еміра селища Пригородне Грозненського району Джамбулата Садаєва (псевдо — «Бурка») Муслім Садаєв. Він є командиром одного з підрозділів в Окремому батальйоні особливого призначення (ОБОН) ЗС ЧРІ.

## Символіка

### Гасло
Девізом чеченських добровольців в Україні є історичне гасло Чеченської Республіки Ічкерія «Маршо я Iожалла», що в перекладі українською означає «Свобода або смерть». Гасло активно використовувалося під час обох російсько-чеченських воєн у 1990-ті і 2000-ті роки.
Вислів також трапляється в гімні ЧРІ: «Тхо цкъа а цхьанненна къарделла совцур дац, Ӏожалла, я маршо — шиннех цхьаъ йоккхур ю» (укр. «Ніколи і нікому ми не скоримось, смерть або свобода — одного з двох доб'ємось»).

### Стяг
Стяг чеченських добровольців — державний прапор Чеченської Республіки Ічкерія, затверджений 1991 року першим президентом Чеченської Республіки Ічкерія Джохаром Дудаєвим. Колірна схема прапора — зелено-біло-червона. Верхні дві третини прапора — зеленого кольору, остання третина складена з білої, червоної, білої та зеленої смуг рівної ширини. Кожен колір символізує той чи інший аспект чеченського національного характеру. Зелений колір символізує іслам, червоний — кров, пролиту в боротьбі за свободу, білий — шлях до світлого майбутнього.

## Ідеологія
За словами командирів чеченських добровольців, основною метою їхньої участі в російсько-українській війні є продовження багаторічної війни чеченського народу з Росією за свою незалежність. Так, в інтерв'ю BBC командир батальйону імені Шейха Мансура Муслім Чеберлоєвський у відповідь на запитання: «Чому ви воюєте на боці України?» сказав насупне:
На це багато причин, але, якщо говорити коротко: ми століттями воюємо з росіянами, вже 400 років.
Для багатьох чеченців війна в Україні є логічним продовженням війни в Чечні, а боротьба з російським окупантом — обов'язком. Так, в інтерв'ю для Радіо Свобода в березні 2022 року командир чеченського батальйону імені Джохара Дудаєва Адам Осмаєв казав наступне:
Для мене це ніколи не було особистим. <...> І для мене це — не помста, це мій обов'язок. Мій обов'язок і як мусульманина, і як чоловіка, і як просто людини. Захищати свою батьківщину, коли окупант напав. <...> Це просто продовження тієї війни. Це та ж сама армія, це ті ж самі військові злочинці. Фронт, грубо кажучи, перемістився на 600 кілометрів від Кавказу. Воюємо ми з тим самим ворогом. І навіть наш президент, Джохар Дудаєв, так передбачав: що буде війна з Україною. Ми знали, що це можливо, ми — природні союзники з Україною.

Багато хто з нас — громадяни України, є чеченці, які народилися тут. В Україні є свобода, якої немає в Росії. Зокрема й релігійна свобода, свобода слова, свобода думки та інше, та інше. Само собою, це варте того, щоб допомагати Україні. Але для нас це продовження тієї війни, яка почалася майже 30 років тому.
Деякі чеченці вважають участь у війні в Україні своїм обов'язком відплати за допомогу їм українських бійців УНА-УНСО під чеченських воєн. Про це казав Рустам Ажиєв, командир Центральним фронтом армі ЗС ЧРІ під час Другої російсько-чеченської війни та один з командирів добровольчого чеченського формування:
Я приїхав відновлювати історичну справедливість. Наш народ протягом усієї своєї історії існування вів боротьбу проти несправедливості. Свого часу українці невеликою групою приїхали до нас надати допомогу в опорі проти росіян, ми не забули цього.

## Участь в бойових діях
Із 2014 року до лютого 2022 року два добровольчі чеченські батальйони, названі на честь Джохара Дудаєва і Шейха Мансура брали активну участь у боях на сході України на боці ЗСУ проти проросійських сил в боях за Іловайськ, в районі Дебальцеве і Широкине. Іса Мунаєв зазначав, що чеченські спеціалісти працювали інструкторами, готуючи молодих командирів для участі в боях. За його словами, на початок осені 2014 року вже були підготовлені десятки молодших командирів, здатних стати гарними командирами взводу.
З початком повномасштабного вторгнення Росії в Україну 24 лютого 2022 року кількість чеченських добровольчих формувань збільшилася. Чеченці брали участь у боях на північному, східному і південному театрах воєнних дій, зокрема у битві за Київ, Харків, Маріуполь, Соледар, Сєвєродонецьк і Бахмут.
Влітку 2023 року чеченські добровольчі формування були помічені у боях в Бєлгородській області. В середині липня Головне управління розвідки України опублікувало відео, на якому чеченські добровольці влаштували засідку на російську військову вантажівку під селищем Середа в Бєлгородській області, в результаті чого загинули двоє російських солдатів. Atlas News припустив, що зображені на відео чеченці входили до складу Окремого батальйону особливого призначення (ОБОП) ЗС ЧРІ.